# آوریل سایکس
آوریل سایکس (انگلیسی: April Sykes؛ زادهٔ ۳۰ ژوئیهٔ ۱۹۹۰) بازیکن بسکتبال اهل ایالات متحده آمریکا است.